# Дроида
Дро̀хеда 
Дро̀ида (на английски: Drogheda, на ирландски Droichead Átha, Дрохед, мост на ирландски, произнася се [ˈdrɒhədə], Дро̀хъда и [ˈdrɔːdə], Дро̀ода) е град в Източна Ирландия.
Намира се в графство Лаут на провинция Ленстър. Разположен е при вливането на река Бойн в Ирландско море. Населението му е 28 973 жители от преброяването през 2006 г.

## Спорт
Представителният футболен отбор на града е на ФК Дроида Юнайтед. Дългогодишен член е на ирландската Премиър лига.

## Личности
Родени
- Пиърс Броснан (р. 1953), актьор
- Стивън Стонтън (р. 1969), ирландски футболист със 102 мача в националния отбор